# Bigastro
Bigastro es un municipio de la Comunidad Valenciana, España. Situado en el sur de la provincia de Alicante, en la comarca de la Vega Baja del Segura. Cuenta con 7431 habitantes (INE 2024). Limita con Orihuela, exceptuando el este de un enclave de su término, que lo hace con Jacarilla. Se trata de un municipio hispanófono, en el que el castellano cuenta con el predominio lingüístico reconocido legalmente.

## Geografía humana

### Demografía
Cuenta con una población de 7431 habitantes (INE 2024).
| Gráfica de evolución demográfica de Bigastro entre 1842 y 2021                                                        |
| |
| Población de derecho según los censos de población del INE. Población de hecho según los censos de población del INE. |

### Economía
En el momento de su fundación, la agricultura se dedicaba al lino y al cáñamo; en el siglo XIX, la caída del sector textil la hizo derivar a los cítricos y a los productos de la huerta, manteniendo también la agricultura de secano. Actualmente también hay actividad industrial representada en los sectores de la construcción, manufactura y turismo.

## Administración y política
| Periodo   | Nombre                                                | Partido   |
| --------- | ----------------------------------------------------- | --------- |
| 1979-1983 | José Calvo Sáez                                       | UCD       |
| 1983-1987 | José Joaquín Moya Esquiva                             | PSPV-PSOE |
| 1987-1991 | José Joaquín Moya Esquiva                             | PSPV-PSOE |
| 1991-1995 | José Joaquín Moya Esquiva                             | PSPV-PSOE |
| 1995-1999 | José Joaquín Moya Esquiva                             | PSPV-PSOE |
| 1999-2003 | José Joaquín Moya Esquiva                             | PSPV-PSOE |
| 2003-2007 | José Joaquín Moya Esquiva                             | PSPV-PSOE |
| 2007-2011 | José Joaquín Moya Esquiva Rául Valerio Medina Lorente | PSPV-PSOE |
| 2011-2015 | Rosario Bañuls Rodríguez                              | PP        |
| 2015-2019 | Teresa María Belmonte Sánchez                         | PP        |
| 2019-2023 | Teresa María Belmonte Sánchez                         | PP        |
| 2023-act. | Teresa María Belmonte Sánchez                         | PP        |

## Gastronomía
Las comidas más típicas son el cocido con pelotas y el arroz con conejo. Pero lo más importante de la gastronomía bigastrense es su repostería: almojábanas, toñas, almendrados, monas y soplillos.

## Festividades
- Verbenas, barracas, la alborada y la multitudinaria procesión en honor al "abuelo" son la esencia de las fiestas de San Joaquín, en agosto. Pero hay muchas más: El Rosario de la Aurora, todos los domingos de octubre. Y las fiestas de la Santa Cruz, de la Romería de San Isidro, de Santa Ana, etc. La tradición musical se remonta a más de un siglo y se expresa en el prestigio de la Sociedad Unión Musical de Bigastro.
- La efemérides de "El Abuelo", como se le conoce popularmente a San Joaquín, sobresale de los demás. En octubre de 1993, se conmemoraron los 200 años de la llegada a Bigastro de quien hoy es su Santo Patrón, inmortalizado en una escultura del imaginero valenciano Felipe Andreu.
- Del 10 al 16 de agosto: Fiestas Patronales en honor de San Joaquín. A destacar el desfile de carrozas y comparsas que se lleva a cabo el día 15 de agosto y la procesión multitudinaria del día 16 de agosto.

## Ciudades hermanadas
- Le Vigan (Gard) (Francia), desde 2002
- Cisano sul Neva ([Italia), desde 2002

## Música
La historia de la música en Bigastro es muy extendida y hay archivos de más de cien años. A su vez un hombre bigastrense llamado Francisco Grau fue el que arregló el Himno de España a partir de una versión de Pérez Casas.